# السطارة
السطارة هي إحدى بلديات دائرة السطارة ولاية جيجل الجزائرية، وكانت تُسمى «كاتينا» (catinat) أثناء الاحتلال الفرنسي للجزائر. هي إحدى بلديات ولاية جيجل بالجزائر وتقع في الجنوب الشرقي لولاية جيجل وتبعد عنها بحوالي 68 كلم، كما تبعد حوالي 72 كلم عن ولاية سكيكدة.

## تاريخ سطارة
في سنة 1906 كانت السطارة تسمى ببلدية القرن وأخدت بعد ذلك تسمية «كاتينا» (catinat) تخليدا لمقاول فرنسي مات على أرضها، وكانت تابعةً إدارياً لولاية قسنطينة، لكن بعد الاستقلال سُمّيت باسم سطارة تخليداً للمعركة الشهيرة ناحية الوادبة، والتابعة لقرية بني صبيح.
وقعت معركة السطارة الشهيرة أثناء حرب ثورة التحرير الجزائرية من 28 افريل إلى 3 ماي 1958 بين جيش التحرير الوطني الجزائري والجيش الفرنسي.
ونظراً للبعد الإستراتيجي للمنطقة تم تجنيد النساء لأول مرة كحركى (جزائريون مجندون في الجيش الفرنسي إبان الثورة الجزائرية من أجل قمع المجاهدين الجزائريين والتجسس عليهم) سنة 1960 تمهيدا لزيارة الجنرال شارل ديغول للمنطقة ولتضليل الرأي العام على أن هذه المنطقة ليست من مناطق ثورة التحرير الجزائرية وأن الأهالي مستعدون لدفاع عن الجزائر الفرنسية، وكان هذا على يد الملازم في الجيش الفرنسي أونروبت (Onrupt) أحد أعضاء «القسم الإداري المتخصص» (la sas) أو Section administrative spécialisée.
في 3 مارس 1960 زار الجنرال شارل ديغول السطارة، وأطلق على هذه الزيارة اسم «جولة في العبث» (tournée des popotes) بحضور الجنرال روجيه ترانكييه (Roger Trinquier) قائد القطاع العملياتي لدائرة الميلية.

## معركة سطارة قتل فيها 1000 جندي فرنسي ٠أعلام
1. ↑  "نتائج إحصاء 2008 الخاصة بولاية جيجل" (PDF). مؤرشف من الأصل (PDF) في 2018-07-23.
2. ↑  GeoNames (بالإنجليزية), 2005, QID:Q830106